# Солджер (Айова)
Солджер (англ. Soldier) — місто (англ. city) в США, в окрузі Монона штату Айова. Населення — 184 особи (2020).

## Географія
Солджер розташований за координатами 41°59′3″ пн. ш. 95°46′49″ зх. д. / 41.98417° пн. ш. 95.78028° зх. д. (41.984207, -95.780169).  За даними Бюро перепису населення США в 2010 році місто мало площу 0,76 км², уся площа — суходіл.

## Демографія
Згідно з переписом 2010 року, у місті мешкали 174 особи в 88 домогосподарствах у складі 48 родин. Густота населення становила 229 осіб/км².  Було 111 помешкання (146/км²).
Расовий склад населення:
| - 94,8 % — білих - 1,1 % — корінних американців - 0,6 % — чорних або афроамериканців |

До двох чи більше рас належало 3,4 %. Частка іспаномовних становила 2,9 % від усіх жителів.
За віковим діапазоном населення розподілялося таким чином: 16,1 % — особи молодші 18 років, 60,3 % — особи у віці 18—64 років, 23,6 % — особи у віці 65 років та старші. Медіана віку мешканця становила 52,5 року. На 100 осіб жіночої статі у місті припадало 97,7 чоловіків;  на 100 жінок у віці від 18 років та старших — 97,3 чоловіків також старших 18 років.
Середній дохід на одне домашнє господарство  становив 45 273 долари США (медіана — 38 750), а середній дохід на одну сім'ю — 55 974 долари (медіана — 49 583). За межею бідності перебувало 2,6 % осіб, у тому числі 0,0 % дітей у віці до 18 років та 0,0 % осіб у віці 65 років та старших.
Цивільне працевлаштоване населення становило 58 осіб. Основні галузі зайнятості: роздрібна торгівля — 31,0 %, освіта, охорона здоров'я та соціальна допомога — 25,9 %, будівництво — 19,0 %.